# Issendolus
Issendolus (/isɛ̃doly/) est une commune française située dans l'est du département du Lot en région Occitanie.
Elle est également dans le causse de Gramat, le plus vaste et le plus sauvage des quatre causses du Quercy.
Exposée à un climat océanique altéré, elle est drainée par l'Ouysse, le Francés, le ruisseau du Morou et par deux autres cours d'eau. Incluse dans le bassin de la Dordogne, la commune possède un patrimoine naturel remarquable : 
Issendolus est une commune rurale qui compte 523 habitants en 2022, après avoir connu un pic de population de 1 402 habitants en 1806.  Elle fait partie de l'aire d'attraction de Gramat. Ses habitants sont appelés les Issendolusois ou  Issendolusoises.

## Géographie

### Localisation
Issendolus se situe dans l'aire urbaine de Gramat au sud-est de Gramat, sur l'axe Brive-la-Gaillarde - Rodez (D840) au nord-est du Causse de Gramat.

### Communes limitrophes
Les communes limitrophes sont  Albiac, Bio, Flaujac-Gare, Gramat, Reilhac et Thémines.
|         | Bio          | Albiac   |
| Gramat  | Issendolus   | Thémines |
| Reilhac | Flaujac-Gare |          |

### Géologie et relief
La superficie de la commune est de 1 891 hectares ; son altitude varie de 300  à   373 mètres.
Issendolus s'étend, pour neuf dixièmes de sa superficie, dans un paysage karstique composé de calcaires du Jurassique qui font partie du causse de Gramat. Sur une petite bande de terre au nord-est débute le Limargue d'aspect plus verdoyant.
Les couches géologiques présentent un pendage descendant du Nord-Est vers le Sud-Ouest au Nord-Est, Dans le Limargue, les ruisseaux suivent cette inclinaison et coulent sur les marnes imperméables du Toarcien jusqu'à la limite des couches de calcaires et de Dolomies. Les points hauts sur le Causse sont constitués de calcaires du Bathonien.

### Hydrographie
Deux petits ruisseaux naissent sur les terrains du Limargue et entrent sous terre lorsqu'ils atteignent le causse : celui de Lascombes se perd derrière le couvent et celui du Morou disparaît en période sèche sous le pont de la D 840. Lors des crues, ce dernier inonde sa grande vallée sèche sur plus d'un kilomètre pour finir au creux de la Bargade. Cette vallée sèche, vallée fossile de l'Ouysse conflue avec celle de l'Alzou à Gramat.

### Climat
Pour des articles plus généraux, voir Climat de l'Occitanie et Climat du Lot.
En 2010, le climat de la commune est de type climat océanique altéré, selon une étude s'appuyant sur une série de données couvrant la période 1971-2000. En 2020, Météo-France publie une typologie des climats de la France métropolitaine dans laquelle la commune est dans une zone de transition entre le climat océanique altéré et le climat de montagne ou de marges de montagne et est dans la région climatique Ouest et nord-ouest du Massif Central, caractérisée par une pluviométrie annuelle de 900 à 1 500 mm, maximale en automne et en hiver.
Pour la période 1971-2000, la température annuelle moyenne est de 12 °C, avec une amplitude thermique annuelle de 15,4 °C. Le cumul annuel moyen de précipitations est de 1 082 mm, avec 11,7 jours de précipitations en janvier et 6,9 jours en juillet. Pour la période 1991-2020, la température moyenne annuelle observée sur la station météorologique la plus proche, située sur la commune de Lunegarde à 10 km à vol d'oiseau, est de 12,6 °C et le cumul annuel moyen de précipitations est de 828,1 mm,. Pour l'avenir, les paramètres climatiques de la commune estimés pour 2050 selon différents scénarios d’émission de gaz à effet de serre sont consultables sur un site dédié publié par Météo-France en novembre 2022.

### Milieux naturels et biodiversité

#### Espaces protégés
La protection réglementaire est le mode d’intervention le plus fort pour préserver des espaces naturels remarquables et leur biodiversité associée,.
La commune fait partie du parc naturel régional des Causses du Quercy, un espace protégé créé en 1999 et d'une superficie de 183 039 ha, qui s'étend sur 102 communes du département du Lot. La cohérence du territoire du Parc s’est fondée sur l’unité géologique d’un même socle de massif karstique, entaillé de profondes vallées. Le périmètre repose sur une unité de paysages autour de la pierre et du bâti (souvent en pierre sèche), de l’empreinte des pelouses sèches et du pastoralisme et de l’omniprésence des patrimoines naturels et culturels,. Ce parc a été classé Géoparc en mai 2017 sous la dénomination « géoparc des causses du Quercy », faisant dès lors partie du réseau mondial des Géoparcs, soutenu par l’UNESCO,.
La commune fait également partie de la zone de transition du bassin de la Dordogne, un territoire d'une superficie de 1 880 258 ha reconnu réserve de biosphère par l'UNESCO en juillet 2012,.

## Urbanisme

### Typologie
Au 1er janvier 2024, Issendolus est catégorisée commune rurale à habitat dispersé, selon la nouvelle grille communale de densité à sept niveaux définie par l'Insee en 2022.
Elle est située hors unité urbaine. Par ailleurs la commune fait partie de l'aire d'attraction de Gramat, dont elle est une commune de la couronne,. Cette aire, qui regroupe 18 communes, est catégorisée dans les aires de moins de 50 000 habitants,.
Issendolus est une commune rurale, car elle fait partie des communes peu ou très peu denses, au sens de la grille communale de densité de l'Insee,,,.
Par ailleurs la commune fait partie de l'aire d'attraction de Gramat, dont elle est une commune de la couronne. Cette aire, qui regroupe 18 communes, est catégorisée dans les aires de moins de 50 000 habitants,.
L'habitat est très dispersé, il est composé d'un bourg et de 25 hameaux bâtis chacun autour d'une petite place et souvent d'un four à pain. Chaque hameau est relié à ses voisins par des chemins bordés de murets bâtis en pierre sèche.

### Voies de communication et transports
Le village d'Issendolus est relié à Gramat et Figeac par la D840 qui traverse son territoire au lieu-dit l'Hôpital-Beaulieu.

### Risques majeurs
Le territoire de la commune d'Issendolus est vulnérable à différents aléas naturels : météorologiques (tempête, orage, neige, grand froid, canicule ou sécheresse), inondations, feux de forêts, mouvements de terrains et séisme (sismicité très faible). Il est également exposé à un risque technologique,  le transport de matières dangereuses. Un site publié par le BRGM permet d'évaluer simplement et rapidement les risques d'un bien localisé soit par son adresse soit par le numéro de sa parcelle.

#### Risques naturels
Certaines parties du territoire communal sont susceptibles d’être affectées par le risque d’inondation par débordement de cours d'eau, notamment l'Ouysse et le Francés. La cartographie des zones inondables en ex-Midi-Pyrénées réalisée dans le cadre du XIe Contrat de plan État-région, visant à informer les citoyens et les décideurs sur le risque d’inondation, est accessible sur le site de la DREAL Occitanie. La commune a été reconnue en état de catastrophe naturelle au titre des dommages causés par les inondations et coulées de boue survenues en 1982, 1993 et 1999,.
Issendolus est exposée au risque de feu de forêt. Un plan départemental de protection des forêts contre les incendies a été approuvé par arrêté préfectoral le 30 novembre 2015 pour la période 2015-2025. Les propriétaires doivent ainsi couper les broussailles, les arbustes et les branches basses sur une profondeur de 50 mètres, aux abords des constructions, chantiers, travaux et installations de toute nature, situées à moins de 200 mètres de terrains en nature
de bois, forêts, plantations, reboisements, landes ou friches. Le brûlage des déchets issus de l’entretien des parcs et jardins des ménages et des collectivités est interdit. L’écobuage est également interdit, ainsi que les feux de type méchouis et barbecues, à l’exception de ceux prévus dans des installations fixes (non situées sous couvert d'arbres) constituant une dépendance d'habitation.

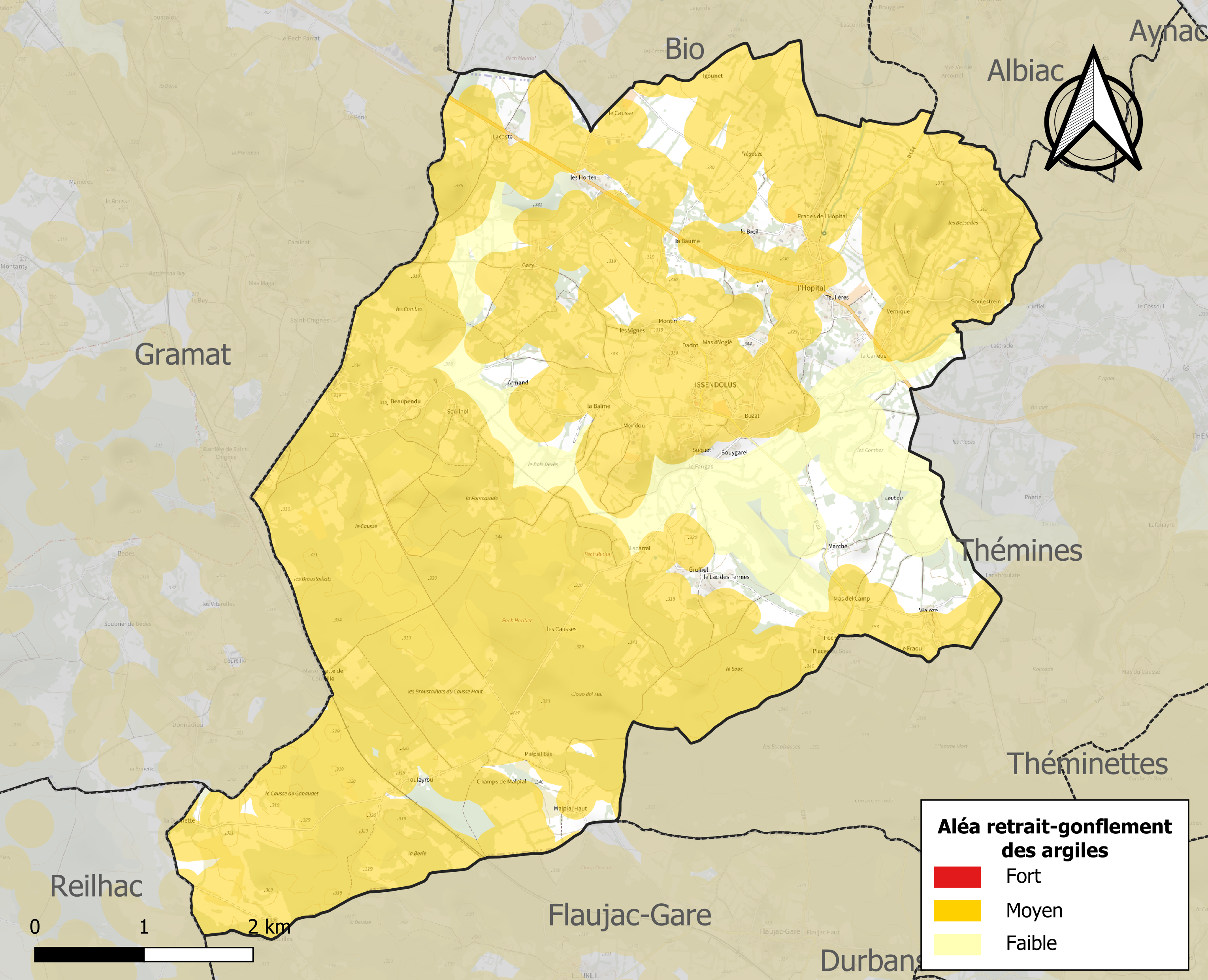
Carte des zones d'aléa retrait-gonflement des sols argileux d'Issendolus.

Les mouvements de terrains susceptibles de se produire sur la commune sont des affaissements et effondrements liés aux cavités souterraines (hors mines) et des glissements de terrain. Par ailleurs, afin de mieux appréhender le risque d’affaissement de terrain, l'inventaire national des cavités souterraines permet de localiser celles situées sur la commune.
Le retrait-gonflement des sols argileux est susceptible d'engendrer des dommages importants aux bâtiments en cas d’alternance de périodes de sécheresse et de pluie. 78,8 % de la superficie communale est en aléa moyen ou fort (67,7 % au niveau départemental et 48,5 % au niveau national). Sur les 317 bâtiments dénombrés sur la commune en 2019, 230 sont en aléa moyen ou fort, soit 73 %, à comparer aux 72 % au niveau départemental et 54 % au niveau national. Une cartographie de l'exposition du territoire national au retrait gonflement des sols argileux est disponible sur le site du BRGM,.
Par ailleurs, afin de mieux appréhender le risque d’affaissement de terrain, l'inventaire national des cavités souterraines permet de localiser celles situées sur la commune.
Concernant les mouvements de terrains, la commune a été reconnue en état de catastrophe naturelle au titre des dommages causés par la sécheresse en 1989 et 2019 et par des mouvements de terrain en 1999.

#### Risques technologiques
Le risque de transport de matières dangereuses sur la commune est lié à sa traversée par une route à fort trafic et une ligne de chemin de fer. Un accident se produisant sur de telles infrastructures est susceptible d’avoir des effets graves sur les biens, les personnes ou l'environnement, selon la nature du matériau transporté. Des dispositions d’urbanisme peuvent être préconisées en conséquence.

## Toponymie
Le nom Issendolus (en occitan Aissendolús) provient d'un terme gaulois obscur : Essanddoluz et Exandoluzh du Cartulaire d'Obazine latinisé en Exindigulus auquel a été ajouté le suffixe -ucium. Vers 1250, il fut institué un faux hagiotoponyme : Saint Dolus,.
La paroisse Saint-Julien appartenait à la communauté de Saint-Dolus et l'Hospital. En 1790, la municipalité portait ce dernier nom. Le nom Issendolus apparut dès 1793 d'après le "tableau des Municipalités en 1790" établi par René Prat.
Durant la période révolutionnaire (1794-1795), le nom Issendolus est utilisé ainsi que le nom Lhopital-Sen-Dolus.

## Histoire

### Préhistoire
Une occupation humaine ancienne d'Issendolus est attestée par la présence de nombreux dolmens :
- Dolmen de la Beaune dit aussi de la Pierre Levée (Pèira levada) : c'est un grand dolmen à vestibule surmonté d'une table de 11 tonnes creusée d'un bassin sur sa face supérieure ; le vestibule est caractérisé par une dalle plantée à droite de l'entrée.  Classé MH (1988) Notice no PA00095110 44° 44′ 29″ N, 1° 48′ 18″ E
- Dolmens de Gabaudet : 2 dolmens  Classé MH (1934) Notice no PA00095109. Le dolmen no 1 est un dolmen à vestibule (dalles placées perpendiculairement à l'entrée bien visibles). Sa table mesure 4,1 mètres de long pour 3 mètres de large et 40 centimètres d'épaisseur, la dalle du fond atteint 1,75 mètre. 44° 42′ 53″ N, 1° 45′ 04″ E Le dolmen no 2 situé à 200 mètres environ du précédent est légèrement plus petit.

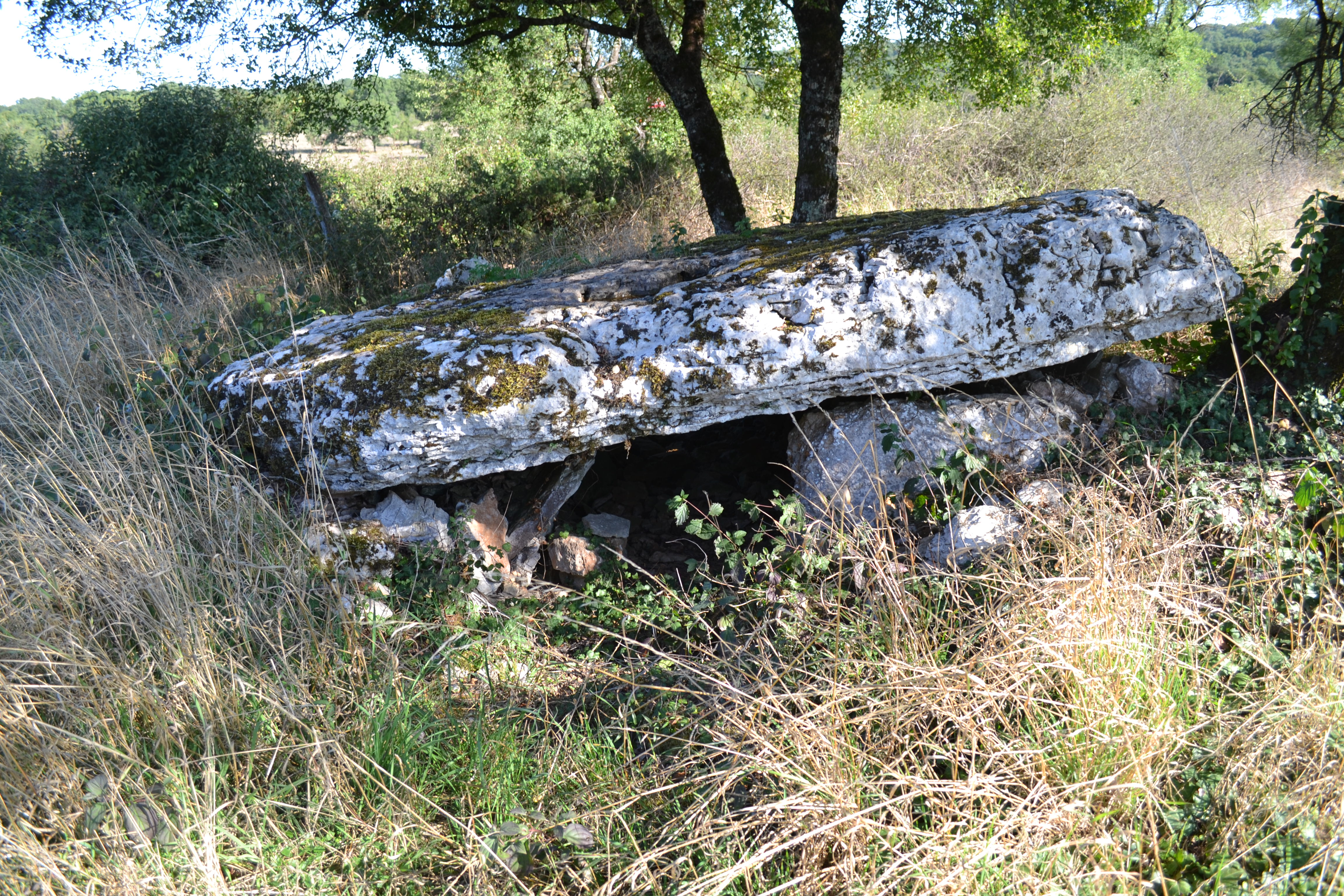
Dolmen de la Beaune
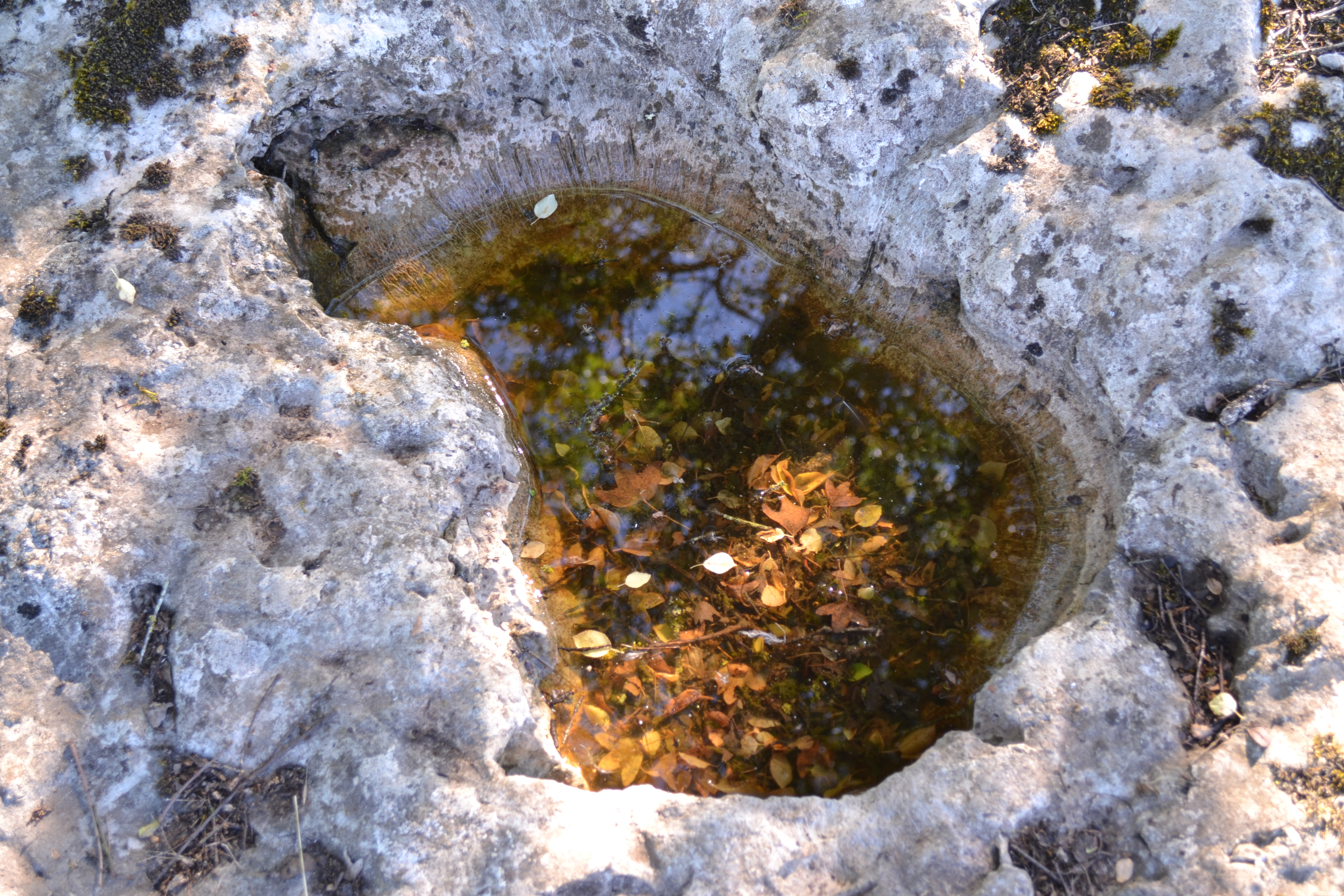
Dolmen de la Beaune - Bassin
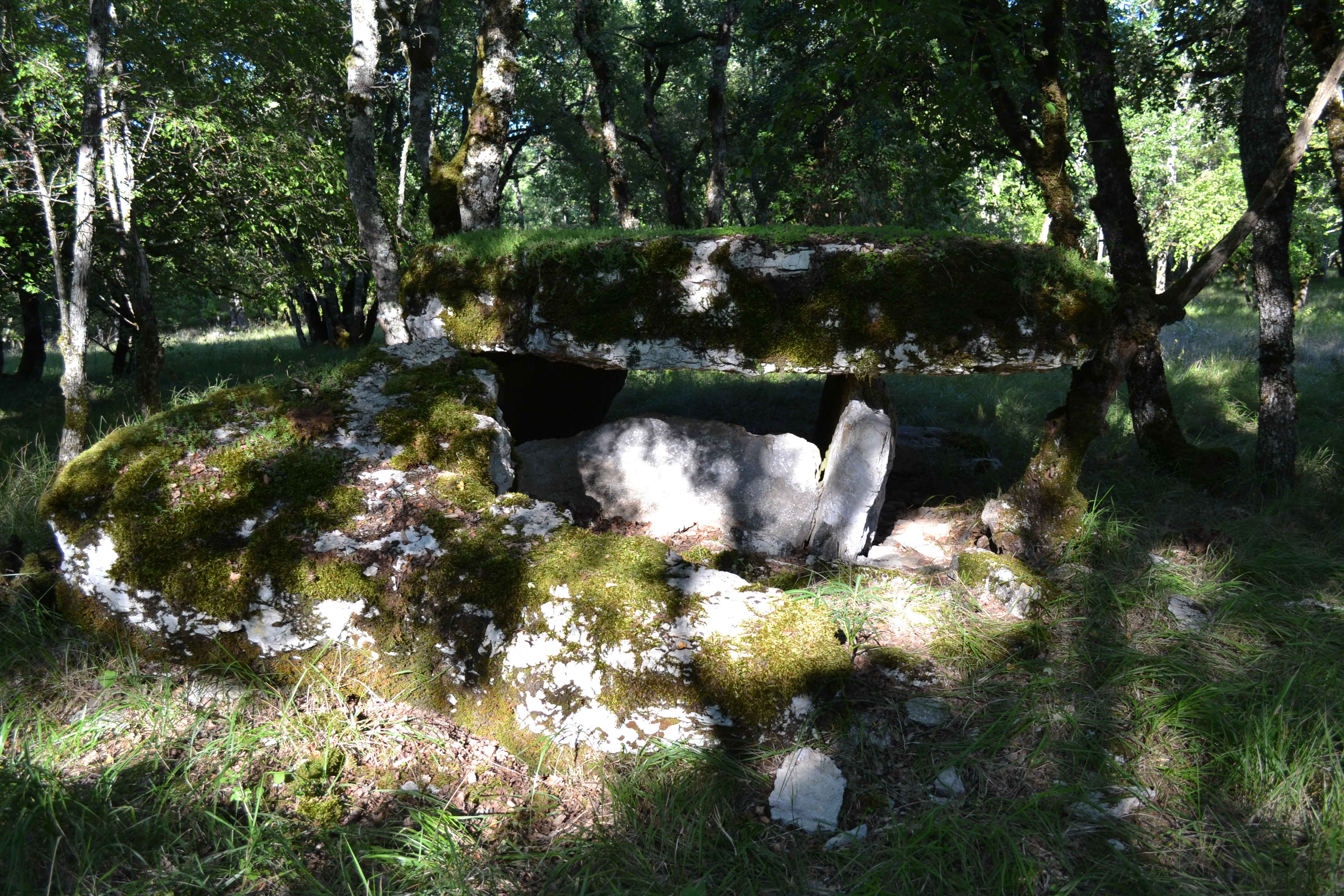
Dolmen de Gabaudet n°1 entrée
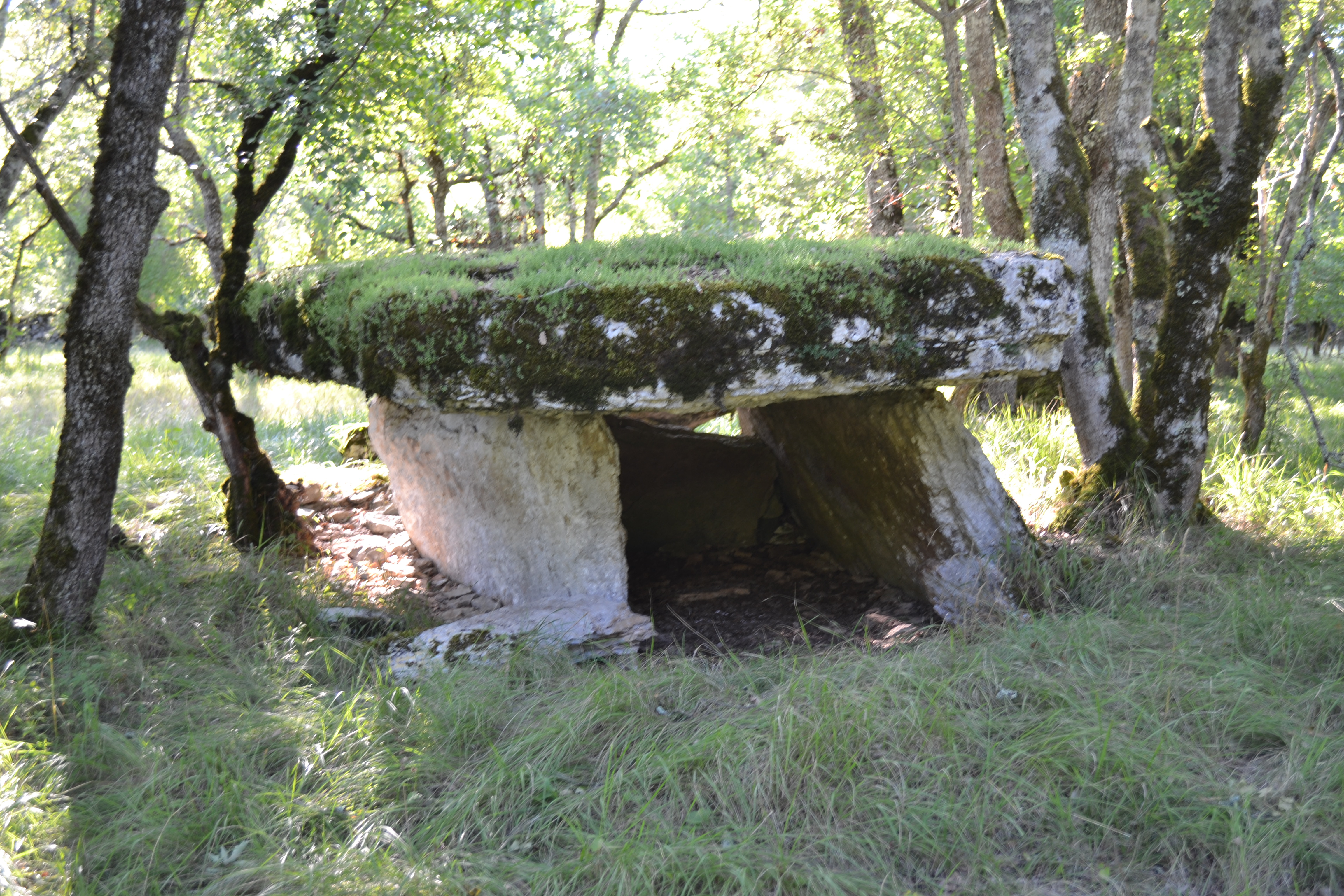
Dolmen de Gabaudet n°1 arrière
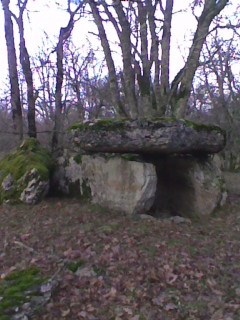
Dolmen de Gabaudet n°2

- Dolmen de la Pierre-Levée de Lacoste : le dolmen est de belle facture mais s'est effondré. 44° 45′ 05″ N, 1° 45′ 50″ E
- Dolmen des combes près de Gary : ce dolmen a été ravagé, il subsiste un orthostat de 1 m de hauteur et 1,78 m de longueur, le second a été brisé à 25 cm du sol[33]. 44° 44′ 51″ N, 1° 46′ 05″ E

- Dolmen du Causse près de Beaupendu : ce dolmen est presque entièrement détruit, il ne subsiste qu'un orthostat de 60 cm de hauteur et 2 m de longueur[34]. 44° 44′ 27″ N, 1° 45′ 41″ E

- Dolmen de Souilhol près de Beaupendu et Souilhol : de ce dolmen ne subsistent qu'un orthostat de 60 cm de hauteur et 1,7 m de longueur ainsi que la dalle de chevet[35]. 44° 44′ 28″ N, 1° 45′ 52″ E

- Dolmen du Causse de Gabaudet no 2, à 610 mètres au Nord-Est du site Martyr de Gabaudet et à 20 mètres du chemin reliant Gabaudet à la Maisonnette de Courtille : ce dolmen a été inclus dans un muret de pierre sèche. Il reste deux orthostats dont un de 2,9 m de longueur ainsi que des morceaux de table[36]. 44° 43′ 14″ N, 1° 45′ 02″ E

### Moyen Âge
Un grand hôpital fut construit à Issendolus au XIIIe siècle par Gisbert Ier de Thémines et son épouse Aigline de Castelnau pour accueillir et soigner les pèlerins. Il fut donné en 1259 à l'ordre de Saint-Jean de Jérusalem. Une des religieuses célèbres fut sainte Fleur (fête le 5 octobre). Le couvent est détruit en 1793.

### Révolution française
Avant 1793, le village d'Issendolus s'appelait Saint-Dolus, mais le Comité de salut public décida de supprimer les références religieuses dans les noms de communes. Après le 5 septembre 1795, toutes les communes du Lot reprirent leurs anciens noms, sauf Issendolus.

### Époque contemporaine
À partir de 1836, c'est la fin de l'essor agricole et le début du déclin démographique, accentué par la guerre de 1914

### Seconde Guerre mondiale

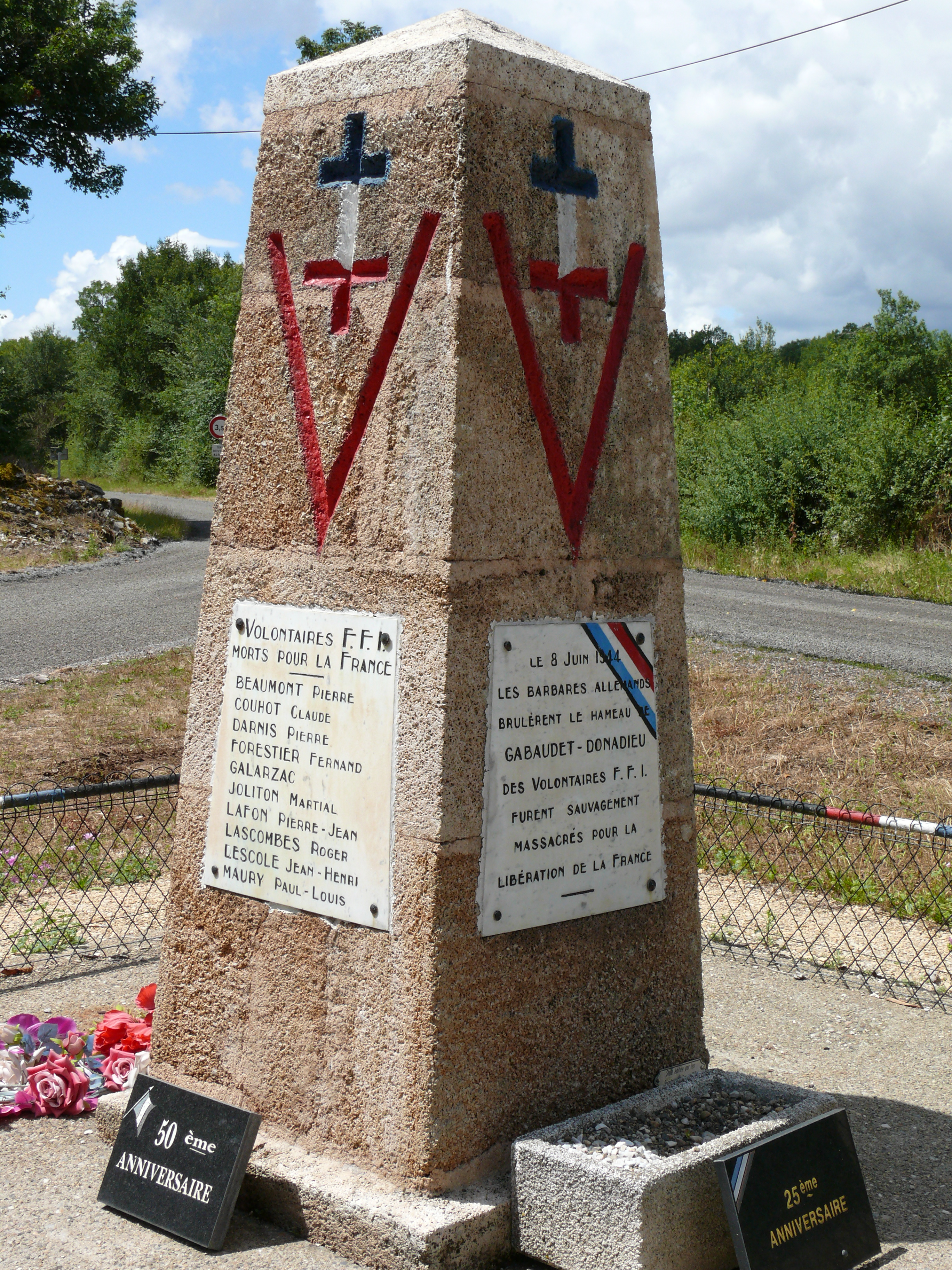
Monument commémoratif du massacre de Gabaudet.

Lors de la seconde Guerre mondiale, la division Das Reich détruit le hameau de Gabaudet et massacre les résistants.
Le monument et la stèle de Gabaudet rappellent le drame du 8 juin 1944.
À la suite de la nouvelle du débarquement, plus de 200 personnes, dont une grande quantité de gendarmes qui refusent d'obéir aux ordres de Vichy, se rassemblent à la ferme de la famille Joutet située au lieu-dit isolé de Gabaudet.
À la recherche de résistants, les soldats de la division SS Das Reich se rendent à Issendolus le 8 juin 1944 à 16 heures 30. Ils se ravitaillent à l'hôtel Gauthié et tuent de trois coups de fusil mitrailleur le beau-père de l'aubergiste : Antoine Gauthié,un vieillard de 83 ans, qui cherchait des nids de poules le long d'un muret.
Sur dénonciation du gendarme Bonaventure de Gramat et guidés par un avion de reconnaissance, vers 19 heures, ils encerclent les granges de la ferme de Gabaudet, y mettent le feu et tirent sur ceux qui tentaient de sortir du brasier. Il fut dénombré 35 résistants et 4 civils tués ; 71 résistants  et deux femmes (Philomène Joutet et Maria Lacan) sont capturés, placés debout et serrés sur un camion bâché et tiré par un char.
En passant au hameau Donadieu, ils abattent Jean-Baptiste Flanier qui voulait libérer les bêtes de sa grange que les Allemands allaient brûler. Le hameau fut totalement incendié.
La colonne passa la nuit dans la région de Saint-Céré, puis les prisonniers furent amenés le 9 juin à Tulle et furent rassemblés avec d'autres hommes raflés, 99 personnes furent pendues. Philomène Joutet est la centième, la corde lui fut passée autour du cou, mais les exécutions s'arrêtèrent alors. Elle revint à pied avec sa cousine, mais elle avait perdu Antonin, son fils qui avait été mitraillé la veille à bout portant par un soldat allemand, et sa fille Denise elle aussi massacrée. Certains prisonniers comme Marcel Lages furent déportés à Dachau.
Le gendarme Bonaventure est arrêté fortuitement quelques minutes avant l'arrivée de la colonne SS à Gramat par un commando de la résistance sous les ordres du capitaine Wurteinsen. Les résistant étaient venu à Gramat pour appréhender son épouse et ses deux enfants. Bonaventure fait des aveux le 8 juin au soir au PC de l'ORA à Carlucet, puis à nouveau au PC de Saignes. Il déclare alors: « je suis allemand, mon vrai nom est Hoffmann. Je ne regrette rien. j'ai servi pon pays. ». La nuit du 14 au 15 juin, Bonaventure, son épouse et leurs deux enfants sont exécutés dans un champ près du dolmen de la Pierre Levée d'Issendolus. Leurs cadavres sont découvert le lendemain matin par un ouvrier agricole de Thémines, puis récupérés par leurs familles.

## Politique et administration

### Liste des maires
Depuis 1942, seulement cinq maires se sont succédé :
| Période | Période  | Identité           | Étiquette | Qualité   |
| ------- | -------- | ------------------ | --------- | --------- |
| 1942    | 1960     | Marius Aubin       |           |           |
| 1960    | 1977     | Camille Brunet     |           |           |
| 1977    | 1989     | Jean-Claude Dellac |           |           |
| 1989    | 2020     | Patrick Dellac     |           | Retraité. |
| 2020    | En cours | Éric Dubarry       |           |           |

### Finances locales
Cette section est consacrée aux finances locales d'Issendolus de 2000 à 2020.
Les comparaisons des ratios par habitant sont effectuées avec ceux des communes de 500 à 2000 hab appartenant à un groupement fiscalisé, c'est-à-dire à la même strate fiscale.

#### Budget général
Pour l'exercice 2020, le compte administratif du budget municipal d'Issendolus s'établit à  223 760 € en dépenses et 395 620 € en recettes :
- les dépenses se répartissent en 161 780 € de charges de fonctionnement et 61 980 € d'emplois d'investissement ;
- les recettes proviennent des 276 720 € de produits de fonctionnement et de 118 900 € de ressources d'investissement.

#### Fonctionnement
|                                                                                               | Issendolus (€/hab.) | Strate (€/hab.) |                                 |
| --------------------------------------------------------------------------------------------- | ------------------- | --------------- | ------------------------------- |
| Résultat comptable                                                                            | 214 €               | 155 €           | Picto disque bleu : écart fort  |
| Charges de personnels                                                                         | 129 €               | 275 €           | Picto disque bleu : écart fort  |
| Achats et charges ext.                                                                        | 69 €                | 188 €           | Picto disque bleu : écart fort  |
| charges financières                                                                           | 17 €                | 15 €            | Picto cercle bleu : écart moyen |
| subventions versées                                                                           | 15 €                | 23 €            | Picto disque bleu : écart fort  |
| contingents                                                                                   | 5 €                 | 43 €            | Picto disque bleu : écart fort  |
| Impôts locaux                                                                                 | 264 €               | 322 €           | Picto cercle bleu : écart moyen |
| dotation globale de fonctionnement                                                            | 223 €               | 148 €           | Picto disque bleu : écart fort  |
| Autres impôts                                                                                 | 28 €                | 54 €            | Picto disque bleu : écart fort  |
| Écart par rapport à la moyenne de la strate : · de 0 à 10 % ; de 10 à 30 % ; supérieur à 30 % |                     |                 |                                 |

Pour Issendolus en 2020, la section de fonctionnement se répartit en 161 780 €  de charges (301 € par habitant) pour 276 720 € de produits (514 € par habitant), soit un solde de la section de fonctionnement de 114 940 € (214 € par habitant) :
- le principal pôle de dépenses de fonctionnement est celui des charges de personnels[Note 7] pour une valeur de 69 000 € (43 %), soit 129 € par habitant, ratio inférieur de 53 % à la valeur moyenne pour les communes de la même strate (275 € par habitant). Pour la période allant de 2016 à 2020, ce ratio fluctue et présente un minimum de 109 € par habitant en 2017 et un maximum de 137 € par habitant en 2016. Viennent ensuite les groupes des achats et charges externes[Note 8] pour 23 %, des charges financières[Note 9] pour 6 %, des subventions versées[Note 10] pour 5 % et finalement celui des contingents[Note 11] pour 2 % ;
- la plus grande part des recettes est constituée des impôts locaux[Note 12] pour  142 000 € (51 %), soit 264 € par habitant, ratio inférieur de 18 % à la valeur moyenne pour les communes de la même strate (322 € par habitant). Sur les 5 dernières années, ce ratio augmente de façon continue de 237 € à 263 € par habitant. Viennent ensuite de la dotation globale de fonctionnement (DGF)[Note 13] pour 43 % et des autres impôts[Note 14] pour 6 %.

La dotation globale de fonctionnement est quasiment égale à celle versée en 2019.
| |
| Valeurs en millier d'euros (k€) · Issendolus, Valeur totale : Charges de personnel achats et charges externes |

| |
| Valeurs en millier d'euros (k€) · Issendolus, Valeur totale : charges financières subventions versées |

#### Fiscalité communale
|                                                                                               | Issendolus (%) | Strate (%) |                                |
| --------------------------------------------------------------------------------------------- | -------------- | ---------- | ------------------------------ |
| Taxe d'habitation                                                                             | 11,49          | 12,41      | Picto disque blanc : écart nul |
| Taxe foncière sur le bâti                                                                     | 14,95          | 15,44      | Picto disque blanc : écart nul |
| Taxe foncière sur le non bâti                                                                 | 156,29         | 43,64      | Picto disque bleu : écart fort |
| Écart par rapport à la moyenne de la strate : · de 0 à 10 % ; de 10 à 30 % ; supérieur à 30 % |                |            |                                |

Le tableau T2p compare les taux d'imposition locaux à ceux des autres communes de la même strate fiscale.
Les taux des taxes ci-dessous sont votés par la municipalité d'Issendolus. Ils ont varié de la façon suivante par rapport à 2019 :
- la taxe d'habitation égale 11,49 % ;
- la taxe foncière sur le bâti égale 14,95 % ;
- celle sur le non bâti égale 156,29 %.

#### Investissement
|                                                                                               | Issendolus (€/hab.) | Strate (€/hab.) |                                |
| --------------------------------------------------------------------------------------------- | ------------------- | --------------- | ------------------------------ |
| Dépenses d'équipement                                                                         | 77 €                | 272 €           | Picto disque bleu : écart fort |
| Remboursements d'emprunts                                                                     | 37 €                | 73 €            | Picto disque bleu : écart fort |
| subventions reçues                                                                            | 91 €                | 88 €            | Picto disque blanc : écart nul |
| fctva                                                                                         | 67 €                | 42 €            | Picto disque bleu : écart fort |
| Nouvelles dettes                                                                              | 0 €                 | 53 €            | Picto disque bleu : écart fort |
| Écart par rapport à la moyenne de la strate : · de 0 à 10 % ; de 10 à 30 % ; supérieur à 30 % |                     |                 |                                |

Cette section détaille les investissements réalisés par la commune d'Issendolus.
Les emplois d'investissement en 2020 comprenaient par ordre d'importance :
- des dépenses d'équipement[Note 16] pour une valeur totale de 41 000 € (66 %), soit 77 € par habitant, ratio inférieur de 72 % à la valeur moyenne pour les communes de la même strate (272 € par habitant). Sur les 5 dernières années, ce ratio fluctue et présente un minimum de 50 € par habitant en 2017 et un maximum de 413 € par habitant en 2019 ;
- des remboursements d'emprunts[Note 17] pour une valeur de 20 000 € (32 %), soit 37 € par habitant, ratio inférieur de 49 % à la valeur moyenne pour les communes de la même strate (73 € par habitant).

Les ressources en investissement d'Issendolus se répartissent principalement en :
- subventions reçues pour une somme de 49 000 € (41 %), soit 91 € par habitant, ratio voisin de la valeur moyenne de la strate. Depuis 5 ans, ce ratio fluctue et présente un minimum de 21 € par habitant en 2017 et un maximum de 173 € par habitant en 2019 ;
- fonds de Compensation pour la TVA pour une valeur de 36 000 € (30 %), soit 67 € par habitant, ratio supérieur de 60 % à la valeur moyenne pour les communes de la même strate (42 € par habitant).

##### Évolution de l'investissement de 2000 à 2020
| |
| Valeurs en millier d'euros (k€) · Issendolus, Valeur totale : Dépenses d'équipement Remboursements d'emprunts |

| |
| Valeurs en millier d'euros (k€) · Issendolus, Valeur totale : Nouvelles dettes subventions reçues Fonds de compensation pour la TVA |

#### Endettement
|                                                                                               | Issendolus (€/hab.) | Strate (€/hab.) |                                 |
| --------------------------------------------------------------------------------------------- | ------------------- | --------------- | ------------------------------- |
| Encours de la dette                                                                           | 424 €               | 600 €           | Picto cercle bleu : écart moyen |
| annuité de la dette                                                                           | 54 €                | 88 €            | Picto disque bleu : écart fort  |
| Capacité d'autofinancement                                                                    | 219 €               | 165 €           | Picto disque bleu : écart fort  |
| Écart par rapport à la moyenne de la strate : · de 0 à 10 % ; de 10 à 30 % ; supérieur à 30 % |                     |                 |                                 |

L'endettement d'Issendolus au 31 décembre 2020 peut s'évaluer à partir de trois critères : l'encours de la dette, l'annuité de la dette et sa capacité de désendettement :
- l'encours de la dette pour un montant de 228 000 €, soit 424 € par habitant, ratio inférieur de 29 % à la valeur moyenne pour les communes de la même strate (600 € par habitant). Depuis 5 ans, ce ratio diminue de façon continue de 575 € à 423 € par habitant ;
- l'annuité de la dette pour  29 000 €, soit 54 € par habitant, ratio inférieur de 39 % à la valeur moyenne pour les communes de la même strate (88 € par habitant). Sur la période 2016 - 2020, ce ratio fluctue et présente un minimum de 54 € par habitant en 2020 et un maximum de 55 € par habitant en 2017 ;
- la capacité d'autofinancement (CAF) pour une somme de 118 000 €, soit 219 € par habitant, ratio supérieur de 33 % à la valeur moyenne pour les communes de la même strate (165 € par habitant). Depuis 5 ans, ce ratio fluctue et présente un minimum de 126 € par habitant en 2016 et un maximum de 218 € par habitant en 2020. La capacité de désendettement est d'environ un an en 2020. Sur une période de 21 années, ce ratio présente un minimum en 2000 et un maximum très élevé, de plus de 50 années en 2009.

Les courbes G4a et G4b présentent l'historique des dettes d'Issendolus.
|                                                                             |
| Valeurs en euros · Issendolus, Par habitant : CAF Encours total de la dette |

|                                                                     |
| Valeurs en années · Issendolus, : Ratio = Encours de la dette / CAF |

## Population et société

### Démographie
L'évolution du nombre d'habitants est connue à travers les recensements de la population effectués dans la commune depuis 1793. Pour les communes de moins de 10 000 habitants, une enquête de recensement portant sur toute la population est réalisée tous les cinq ans, les populations de référence des années intermédiaires étant quant à elles estimées par interpolation ou extrapolation. Pour la commune, le premier recensement exhaustif entrant dans le cadre du nouveau dispositif a été réalisé en 2008.

En 2022, la commune comptait 523 habitants, en évolution de +1,95 % par rapport à 2016 (Lot : +1,31 %, France hors Mayotte : +2,11 %).
| 1793  | 1800  | 1806  | 1821 | 1831  | 1836  | 1841 | 1846  | 1851 |
| ----- | ----- | ----- | ---- | ----- | ----- | ---- | ----- | ---- |
| 1 001 | 1 006 | 1 402 | 999  | 1 058 | 1 052 | 979  | 1 005 | 967  |

| 1856 | 1861 | 1866 | 1872 | 1876 | 1881 | 1886 | 1891 | 1896 |
| ---- | ---- | ---- | ---- | ---- | ---- | ---- | ---- | ---- |
| 990  | 962  | 920  | 869  | 844  | 817  | 786  | 736  | 708  |

| 1901 | 1906 | 1911 | 1921 | 1926 | 1931 | 1936 | 1946 | 1954 |
| ---- | ---- | ---- | ---- | ---- | ---- | ---- | ---- | ---- |
| 665  | 632  | 608  | 528  | 529  | 505  | 506  | 443  | 394  |

| 1962 | 1968 | 1975 | 1982 | 1990 | 1999 | 2006 | 2008 | 2013 |
| ---- | ---- | ---- | ---- | ---- | ---- | ---- | ---- | ---- |
| 346  | 342  | 334  | 397  | 365  | 454  | 520  | 537  | 518  |

| 2018 | 2022 | - | - | - | - | - | - | - |
| ---- | ---- | - | - | - | - | - | - | - |
| 519  | 523  | - | - | - | - | - | - | - |

Autres sources :
- Journal L'ami des familles de Thémines et d'Issendolus juin-juillet 1946 reproduit dans le bulletin no 9 d'Issendolus de 1994 ;
- Bulletin no 2 d'Issendolus de 1987 - article du maire Jean-Claude Dellac.

### Enseignement
L'école primaire d'Issendolus était un établissement privé jusqu'aux environs de 1912-1913. Une grande bâtisse abrita l'école publique au lieu-dit Suquet jusqu'en 1920. Ensuite, l'école fut transférée au centre du bourg dans un bâtiment comportant deux classes. Un instituteur pour les garçons et une institutrice pour les filles assurèrent les cours jusqu'en 1945. Ensuite la séparation se fit en fonction de l'âge des élèves, mais avec un seul enseignant. 357 élèves furent scolarisés de 1927 à 1991.
L'effectif prévisionnel pour la rentrée de septembre 1992 était de 6 élèves. La dernière institutrice, Madame Gestes, ayant fait valoir ses droits à la retraite, l'Académie de Toulouse ferma le poste. Les enfants furent scolarisés principalement à Gramat.
Les écoles maternelles et primaires et le collège les plus proches d'Issendolus sont situés à 8 km, au village voisin Gramat. Les lycées, avec internat possible, se trouvent à environ 35 km dans les villes de Saint-Céré et Figeac. Un système de transport scolaire gratuit par autocars, géré par le Conseil Régional d'Occitanie, permet aux élèves de s'y rendre quotidiennement.

### Sports
Un terrain de football est ouvert aux sportifs. Il a été construit en 1986 pour un coût de 443 076,98 Francs.

## Économie

### Revenus
En 2018, la commune compte 227 ménages fiscaux, regroupant 517 personnes. La médiane du revenu disponible par unité de consommation est de 21 370 € (20 740 € dans le département).

### Emploi
|                | 2008  | 2013  | 2018  |
| -------------- | ----- | ----- | ----- |
| Commune        | 4,8 % | 5,6 % | 5,5 % |
| Département    | 7,3 % | 8,9 % | 9,6 % |
| France entière | 8,3 % | 10 %  | 10 %  |

En 2018, la population âgée de 15 à 64 ans s'élève à 325 personnes, parmi lesquelles on compte 79,7 % d'actifs (74,2 % ayant un emploi et 5,5 % de chômeurs) et 20,3 % d'inactifs,. Depuis 2008, le taux de chômage communal (au sens du recensement) des 15-64 ans est inférieur à celui de la France et du département.
La commune fait partie de la couronne de l'aire d'attraction de Gramat, du fait qu'au moins 15 % des actifs travaillent dans le pôle,. Elle compte 50 emplois en 2018, contre 45 en 2013 et 36 en 2008. Le nombre d'actifs ayant un emploi résidant dans la commune est de 245, soit un indicateur de concentration d'emploi de 20,4 % et un taux d'activité parmi les 15 ans ou plus de 58,4 %.
Sur ces 245 actifs de 15 ans ou plus ayant un emploi, 32 travaillent dans la commune, soit 13 % des habitants. Pour se rendre au travail, 89,8 % des habitants utilisent un véhicule personnel ou de fonction à quatre roues, 1,2 % les transports en commun, 4,9 % s'y rendent en deux-roues, à vélo ou à pied et 4,1 % n'ont pas besoin de transport (travail au domicile).

### Activités hors agriculture

#### Secteurs d'activités
23 établissements sont implantés  à Issendolus au 31 décembre 2019.
Le secteur de la construction est prépondérant sur la commune puisqu'il représente 30,4 % du nombre total d'établissements de la commune (7 sur les 23 entreprises implantées  à Issendolus), contre 13,9 % au niveau départemental.

#### Entreprises et commerces
Le nombre d'exploitations agricoles est actuellement d'une dizaine. L'activité locale se réduit à une dizaine d'artisans, le reste de la population est employé dans la région dans le secteur des services.

### Agriculture
La commune est dans les Causses », une petite région agricole occupant une grande partie centrale du département du Lot. En 2020, l'orientation technico-économique de l'agriculture  sur la commune est l'élevage d'équidés et/ou d' autres herbivores.
|               | 1988  | 2000  | 2010  | 2020 |
| ------------- | ----- | ----- | ----- | ---- |
| Exploitations | 34    | 46    | 31    | 20   |
| SAU (ha)      | 1 117 | 1 062 | 1 133 | 875  |

Le nombre d'exploitations agricoles en activité et ayant leur siège dans la commune est passé de 34 lors du recensement agricole de 1988  à 46 en 2000 puis à 31 en 2010 et enfin à 20 en 2020, soit une baisse de 41 % en 32 ans. Le même mouvement est observé à l'échelle du département qui a perdu pendant cette période 60 % de ses exploitations,. La surface agricole utilisée sur la commune a également diminué, passant de 1117 ha en 1988 à 875 ha en 2020. Parallèlement la surface agricole utilisée moyenne par exploitation a augmenté, passant de 33 à 44 ha.

### Tourisme
Issendolus possède un riche patrimoine : plus de cent sites, 50 km de sentiers dont 5 circuits. Le sentier de grande randonnée 6  (GR6) traverse le lieu-dit l'Hôpital-Beaulieu et le centre du Bourg. L'accueil des randonneurs et vacanciers se développe sous la forme d'un camping, de plus de 20 gîtes et d'un centre équestre.

## Culture locale et patrimoine

### Lieux et monuments
- Le couvent de l'Hôpital-Beaulieu
- Le Monument de Gabaudet : Voir la partie Histoire
- L'église Saint-Julien : à l'intérieur, le gisant de sainte Fleur qui vécut au couvent de l'Hôpital. Deux dates de chaque côté de la travée centrale : 1736 et 1741. À l'extérieur, sur le linteau de la porte latérale : MDCCCXIII (1813). L'édifice est référencé dans la base Mérimée et à l'Inventaire général Région Occitanie[56]. Plusieurs objets sont référencés dans la base Palissy[56].
- Les dolmens : dolmens dit Pierre Levée, de Gabaudet, des Girbes.
- De nombreuses curiosité : dix édifices, six dolmens, 25 caselles, quelques igues et pertes, plus de 30 croix et oratoires, un site préhistorique au lieu-dit les Escabasses et des fours[57].
- Sentier de grande randonnée GR 6 allant de Sainte-Foy-la-Grande (Gironde) à Saint-Paul-sur-Ubaye (Alpes-de-Haute-Provence).
- creux de la Bargade

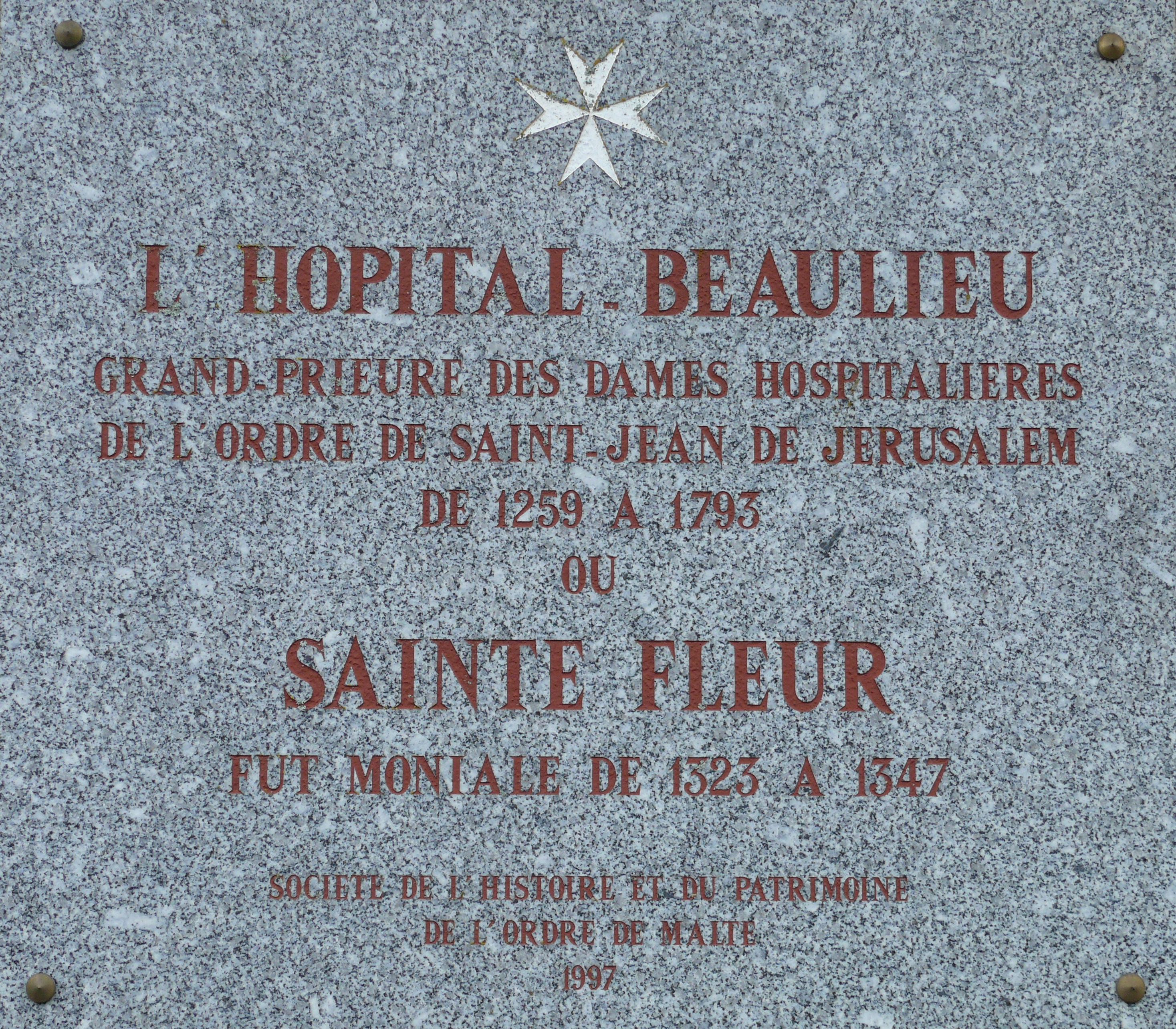
Plaque de l'Hôpital-Beaulieu.
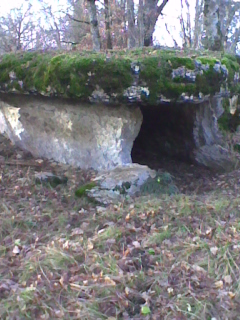
Dolmen 1 de Gabaudet, vue de côté.
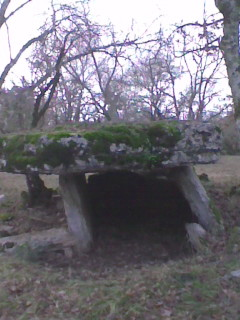
Dolmen 1 de Gabaudet, vue de face.
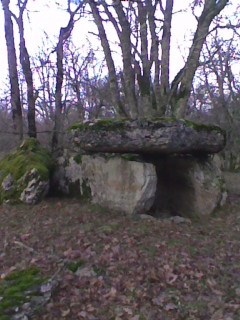
Dolmen 2 de Gabaudet, vue de côté.
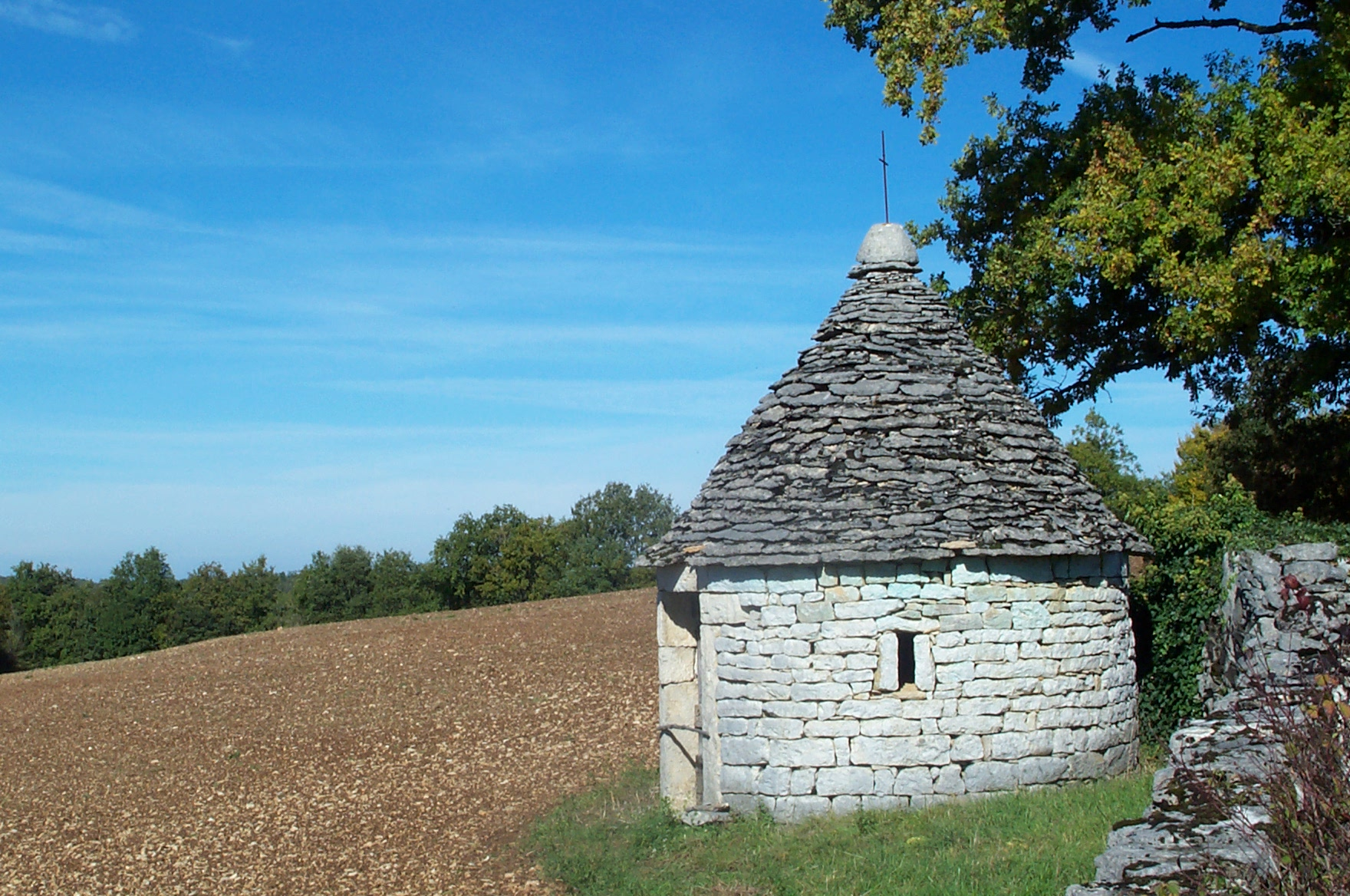
La caselle de Félix.
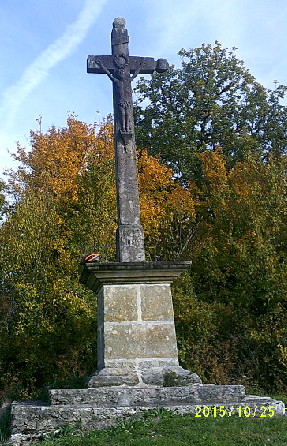
Croix de Marche.

### Équipements culturels
- Une bibliothèque municipale est ouverte le samedi matin.
- Une salle des fêtes est accessible à la population.

### Personnalités liées à la commune
- Fleur d'Issendolus (1300 ou 1307 - 1347), religieuse hospitalière dans l'hôpital d'Issendolus, canonisée par l’Église catholique sous les noms de « sainte Fleur » ou « sainte Flore » ;
- Louis Castel de Vielfoy, (1771 à Issendolus, 1852), membre de l’Académie de médecine[58] et chirurgien militaire de l'armée napoléonienne.

### Héraldique
| Blason de Issendolus | Blason  | Écartelé : aux 1er et 4e de sable à la croix engrêlée alésée d'or, aux 2e et 3e d'azur à un lion couronné d'argent. |
| Blason de Issendolus | Détails | Le statut officiel du blason reste à déterminer.                                                                    |